# Micromia parvipennata
Micromia parvipennata là một loài bướm đêm trong họ Geometridae.